# Euryops pectinatus

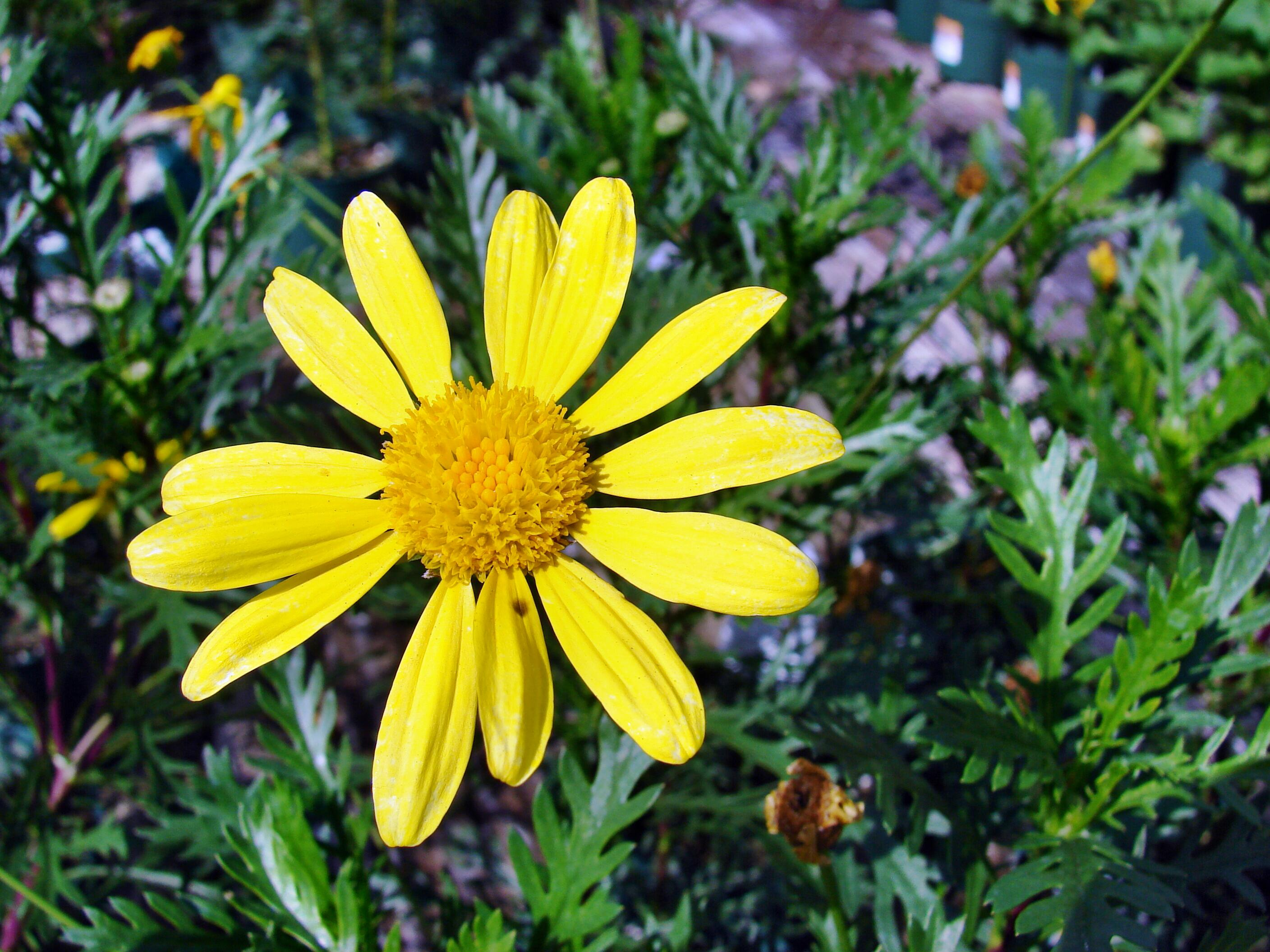
Detall de la flor

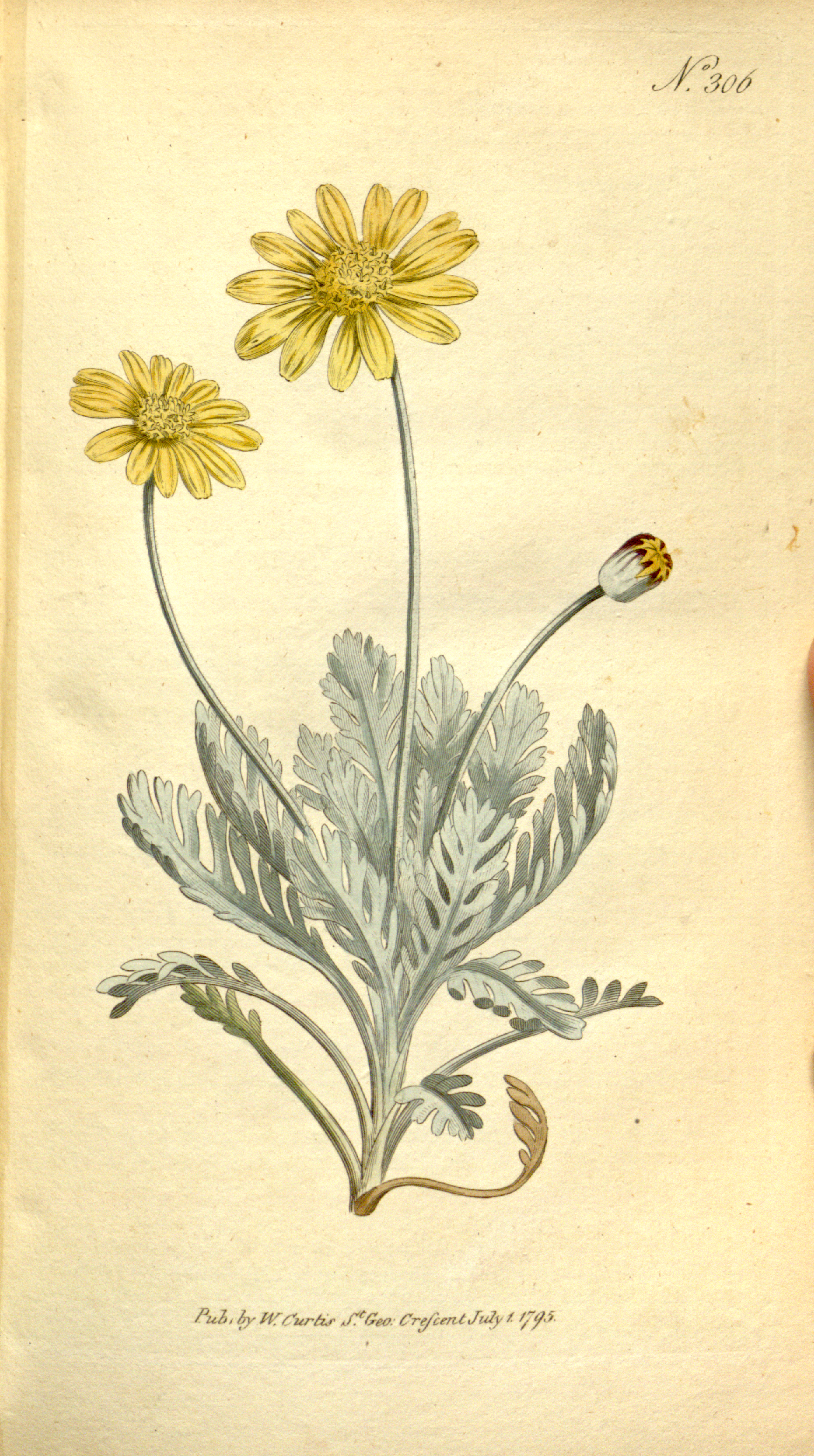
Il·lustració

Euryops pectinatus és una espècie d'arbust de la família de les Asteràcies.

## Descripció
Euryops pectinatus és un arbust vigorós de fulla perenne que creix fins a 1,5 m d'alçada. Els seus brots verticals estan revestits amb suaus i peludes fulles, de color verd grisenc en espiral. Les fulles són de 40 a 100 mm de llarg.
Els caps de les flors de color groc brillant (capítols) es produeixen gairebé durant tot l'any, des de la primavera. Els caps de les flors neixen en raïm terminals solts o poden ser solitaris, cadascun d'ells apareix en un peduncle de 7-10 cm de longitud. Cada cap de la flor és de 5 cm de diàmetre i consta d'un anell exterior de flors femenines ligulades, amb un cercle en disc de floretes hermafrodites al centre.
Els fruits són d'una sola llavor, sense pèl o cobert de pèls i estan rematades per un vil·là de color blanc o marró caduc.

## Hàbitat
Reservat exclusivament a Sud-àfrica, on es troba al cap sud-oest de Gifberg a la península del sud. Té una distribució característica al fynbos (matoll o vegetació bruguerars a les zones costaneres i muntanyoses, amb pluges hivernals i un clima mediterrani).
Com altres espècies mediterrànies sud-africanes, pot arribar a convertir-se en espècie invasora a la Península Ibèrica, al trobar un clima similar.

## Distribució
És un arbust sensible a les gelades, àmpliament conreat i procedent de la regió de la Ciutat del Cap al sud-oest de Sud-àfrica. Creix bé a la major part dels entorns temperats. Des d'hivern fins a la primavera dona margarides groc viu de fins a 5 cm de diàmetre, a les que serveixen d'atractiu contrast fulles verd grisenques finament retallades. Es tracta d'un arbust frondós de tronc únic que creix fins a 1,2 m d'alçada, el qual es pot podar lleugerament per mantenir la forma arrodonida. Necessita humitat constant durant el temps sec.

## Taxonomia
Euryops pectinatus va ser descrita per (L.) Cass. i publicada a Dictionnaire des Sciences Naturelles Second edition 16: 51. 1820.

### Etimologia
- Euryops: nom genèric que prové de les paraules gregues: eurys i eop = "caps" i "ulls", en referència als caps de les flors vistoses (capítols), amb els centres com ulls.
- pectinatus: epítet llatí que significa "com una pinta".[4]

### Sinonímia
- Euryops pectinatus var. discoideus DC.
- Euryops pectinatus var. pectinatus
- Euryops pectinatus subsp. pectinatus
- Jacobaeastrum pectinatum (L.) Kuntze
- Othonna pectinata L.
- Othonna tomentosa Salisb.[5]